# Campionato World Rugby Under-20 2023
Il campionato World Rugby Under-20 2023 (in inglese 2023 World Rugby Under 20 Championship) fu la 13ª edizione del campionato mondiale giovanile di rugby a 15 organizzato da World Rugby. Il torneo tornò ad essere disputato dopo tre anni di sospensione a causa della pandemia di COVID-19
La competizione si tenne in Sudafrica in tre impianti situati nelle città di Città del Capo, Paarl e Stellenbosch tra il 24 giugno e il 14 luglio 2023.

## Formula
La formula prevede la disputa di tre gironi all'italiana di sola andata con classifica finale aggregata: di conseguenza il successivo seeding nella fase a playoff non dipende dalla posizione nel girone ma dai punti conquistati. Le quattro squadre meglio piazzate nel seeding disputeranno le finali per i posti dal primo al quarto, le quattro ultime per i posti dal nono al dodicesimo, posizione questa che comporta la retrocessione nel Trophy; le altre quattro disputeranno gli incontri per i posti dal quinto all'ottavo.

## Sedi
| Città        | Stadio              | Capienza |
| ------------ | ------------------- | -------- |
| Athlone      | Athlone Stadium     | 34000    |
| Paarl        | Paarl Gymnasium     |          |
| Stellenbosch | Stadio Danie Craven | 17000    |

## Squadre partecipanti
| Girone | Squadra       | Partecipazioni | Edizione precedente |
| ------ | ------------- | -------------- | ------------------- |
| A      | Francia       | 13             | 1                   |
| A      | Galles        | 13             | 6                   |
| A      | Giappone      | 6              | -                   |
| A      | Nuova Zelanda | 13             | 7                   |
| B      | Australia     | 13             | 2                   |
| B      | Figi          | 9              | 11                  |
| B      | Inghilterra   | 13             | 5                   |
| B      | Irlanda       | 13             | 8                   |
| C      | Argentina     | 13             | 4                   |
| C      | Georgia       | 5              | 10                  |
| C      | Italia        | 10             | 9                   |
| C      | Sudafrica     | 13             | 3                   |

## Fase a gironi

### Girone A
| Arbitro: | Hollie Davidson |

| |    |                    |
| Depoortère 3’, 49’ Reus 7’ Gazzotti 10’, 35’ Zinzen 18’ Capilla 31’ Ferté 43’ Carbonneau 71’ Liufau 75’ Timo 76’ | mt | 28’ Muto 61’ Omoto |
| Reus 4’, 9’, 11’, 19’, 31’, 36’ Mondinat 44’, 50’, 72’, 77’                                                      | tr | 29’ Naramoto       |

| Arbitro: | Anthony Woodthorpe |

|                                            |      |                                                           |
| Lloyd 22’ Edwards 27’ Morse 38’ Scarfe 80’ | mt   | 7’ Tangitau 46’ Springer 51’ Hainsworth-Fa'aofo 61’ Clark |
| Edwards 27’, 39’, 80’                      | tr   | 52’, 62’ Kemara                                           |
|                                            | c.p. | 56’ Godfrey                                               |

| Arbitro: | Damian Schneider |

|                                                       |    |                            |
| Attissogbe 8’ Tuilagi 20’, 43’ Jauneau 31’ Liufau 64’ | mt | 57’ meta tecnica 65’ Lakai |
| Reus 9’, 21’, 32’, 45’, 64’                           | tr | 66’ Kemara                 |

| Arbitro: | Morné Ferreira |

|                                                                         |      |                             |
| Hughes 17’ Lloyd 41’ Florence 65’ Edwards 76’ Bradley 77’ Hennessey 80’ | mt   | 22’, 33’ Nagashima 37’ Oike |
| Edwards 18’, 77’, 79’ Wilde 81’                                         | tr   | 23’, 34’ Naramoto           |
| Edwards 4’                                                              | c.p. |                             |

| Arbitro: | Reuben Keane |

| |    |                                  |
| Hutchinson 8’ Hainsworth-Fa’aofo 25’ Springer 27’, 34’, 70’ Wrampling 38’ Kemara 40’, 47’ Flanders 73’ Stodart 77’ | mt | 5’ Imano 17’ Omoto 74’ Nagashima |
| Kemara 26’, 34’ Godfrey 39’, 41’, 70’, 73’                                                                         | tr | 6’ Taira 75’ Naramoto            |

| Arbitro: | Takehito Namekawa |

|                                                                       |      |                                         |
| Depoortère 9’, 42’ Mondinat 19’ Carbonneau 21’ Juliet 58’ Moustin 79’ | mt   | 40+1’ Driscoll 46’ Florence 72’ Houston |
| Mondinat 10’, 20’, 23’, 43’, 59’                                      | tr   | 40+2’, 46’ Edwards                      |
| Mondinat 5’                                                           | c.p. |                                         |

#### Classifica girone A
| Pos | Squadra       | G | V | N | P | PF  | PS  | DP   | BMP | Pt |
| --- | ------------- | - | - | - | - | --- | --- | ---- | --- | -- |
| 1   | Francia       | 3 | 3 | 0 | 0 | 153 | 45  | +108 | 3   | 15 |
| 2   | Nuova Zelanda | 3 | 2 | 0 | 1 | 103 | 80  | +23  | 2   | 10 |
| 3   | Galles        | 3 | 1 | 0 | 2 | 86  | 89  | −3   | 3   | 7  |
| 4   | Giappone      | 3 | 0 | 0 | 3 | 50  | 178 | −128 | 0   | 0  |

### Girone B
| Arbitro: | Luc Ramos |

|                                                     |      |                                                                             |
| Opoku-Fordjour 24’ meta tecnica 49’ Cusick 53’, 70’ | mt   | 12’ Prendergast 22’ Hadden 40+1’ McNabney 57’ Quinn 61’ McErlean 65’ Cooney |
| Slevin 25’, 54’, 72’                                | tr   | 62’, 65’ Prendergast                                                        |
| Slevin 4’, 68’                                      | c.p. |                                                                             |

| Arbitro: | Takehito Namekawa |

|                                                                             |      |                                                    |
| Bowron 12’ Bloomfield 19’ Lancaster 25’, 69’ Vaihu 35’ Leahy 42’ Gordon 66’ | mt   | 14’ Nalaga 39’ Murray 48’ Tagiveitaua 57’ Nakalevu |
| Gordon 13’, 36’ Bowen 68’, 70’                                              | tr   | 15’, 40’, 50’, 59’ Ravula                          |
| Bowen 80’                                                                   | c.p. | 10’, 23’, 64’ Ravula                               |

| Arbitro: | Angus Mabey |

|               |      |                                                   |
| O'Donnell 24’ | mt   | 31’ Nicholson 53’ Gleeson 62’ McCarthy 81’ Mangan |
| Bowen 25’     | tr   | 54’ Prendergast 82’ Oliver                        |
| Bowen 27’     | c.p. | 7’, 40+1’ Prendergast                             |

| Arbitro: | Ben Breakspear |

|                                                                                                   |      |            |
| Cleaves 15’ meta tecnica 26’ Jibulu 33’ Thomas 47’ Thame 50’ Michelow 54’ Woodman 67’ Fisilau 81’ | mt   | 20’ McGoon |
| Slevin 16’, 48’, 55’ Johnson 82’                                                                  | tr   | 21’ Ravula |
| Slevin 12’                                                                                        | c.p. |            |

| Arbitro: | Morné Ferreira |

|                                                                      |    |                                                             |
| Gleeson 7’, 34’ Sheahan 11’ Hadden 21’ McCarthy 56’, 77’ Osborne 67’ | mt | 15’ McGoon 38’ Ravula 42’ Murray 49’ Finau 80+1’ Navonovono |
| Lynch 8’, 21’, 35’ Prendergast 56’, 67’, 77’                         | tr | 16’ Ravula                                                  |

| Arbitro: | Eoghan Cross |

|                                                 |      |                                   |
| Talataina 30’ Craig 39’ McLaughlin-Phillips 78’ | mt   | 4’ Bracken 35’ Cleaves 43’ Jibulu |
| Bowen 32’, 40’                                  | tr   | 5’, 36’ Slevin                    |
| Bowen 19’                                       | c.p. | 76’ Slevin                        |

#### Classifica girone B
| Pos | Squadra     | G | V | N | P | PF  | PS  | DP  | BMP | Pt |
| --- | ----------- | - | - | - | - | --- | --- | --- | --- | -- |
| 1   | Irlanda     | 3 | 2 | 1 | 0 | 111 | 71  | +40 | 3   | 13 |
| 2   | Inghilterra | 3 | 1 | 2 | 0 | 109 | 63  | +46 | 2   | 10 |
| 3   | Australia   | 3 | 1 | 1 | 1 | 78  | 89  | −11 | 1   | 7  |
| 4   | Figi        | 3 | 0 | 0 | 3 | 71  | 146 | −75 | 2   | 2  |

### Girone C
| Arbitro: | Eoghan Cross |

|                                                                                  |      |                           |
| Baronio 25’ Chiavassa 34’ Soler 38’ Rolotti 45’ Minoyetti 63’ López González 79’ | mt   | 21’ Passarella 68’ Odiase |
| Baronio 27’, 35’, 39’, 46’ Dicapua 79’                                           | tr   | 68’ Sante                 |
|                                                                                  | c.p. | 3’ Sante                  |
| Baronio 69’                                                                      | drop |                           |

| Arbitro: | Ben Breakspear |

|                                   |      |                                                 |
| Latebele 7’ Kulius 23’ Hooker 71’ | mt   | 14’ Tsikhistavi 59’ Tsirekidze 75’ Babunashvili |
| Smith 8’, 24’, 73’                | tr   | 15’ Khutsishvili                                |
| Smith 4’, 40’, 67’, 69’           | c.p. | 46’, 64’ Khutsishvili                           |

| Arbitro: | Reuben Keane |

|                                             |      |                                                  |
| Letebele 31’ Julius 37’ Markus 57’ Else 61’ | mt   | 8’ meta tecnica 18’ Gasperini 46’, 51’ Gallorini |
| Khan 39’, 58’, 62’                          | tr   | 19’, 47’, 52’ Brisighella                        |
|                                             | c.p. | 25’ Brisighella 35’ Sante                        |

| Arbitro: | Hollie Davidson |

|  |      |                                |
|  | mt   | 18’ Khorbaladze 35’ Khonelidze |
|  | tr   | 19’, 37’ Khutsishvili          |
|  | c.p. | 44’, 56’ Khutsishvili          |

| Arbitro: | Damian Schneider |

|                           |      |                                                   |
| Casilio 20’ Gallorini 45’ | mt   | 10’ Lomidze 29’, 44’ Khonelidze 78’ Tchamiashvili |
| Brisighella 22’, 46’      | tr   | 12’, 45’ Khutsishvili                             |
| Brisighella 15’           | c.p. | 25’, 36’ Khutsishvili                             |

| Arbitro: | Luc Ramos |

|                         |      |                       |
| Else 27’ Beets 69’, 76’ | mt   | 36’ Zanella           |
| Smith 28’, 70’, 77’     | tr   | 38’ Di Capua          |
| Smith 43’               | c.p. | 4’, 15’, 23’ Di Capua |

#### Classifica girone C
| Pos | Squadra   | G | V | N | P | PF | PS | DP  | BMP | Pt |
| --- | --------- | - | - | - | - | -- | -- | --- | --- | -- |
| 1   | Sudafrica | 3 | 2 | 0 | 1 | 83 | 73 | +10 | 1   | 9  |
| 2   | Georgia   | 3 | 2 | 0 | 1 | 73 | 50 | +23 | 1   | 9  |
| 3   | Argentina | 3 | 1 | 0 | 2 | 59 | 59 | 0   | 1   | 5  |
| 4   | Italia    | 3 | 1 | 0 | 2 | 66 | 99 | −33 | 1   | 5  |

## Seedingdopo la fase a gironi
| Pos | Squadra       | G | V | N | P | PF  | PS  | DP   | BMP | Pt |
| --- | ------------- | - | - | - | - | --- | --- | ---- | --- | -- |
| 1   | Francia       | 3 | 3 | 0 | 0 | 153 | 45  | +108 | 3   | 15 |
| 2   | Irlanda       | 3 | 2 | 1 | 0 | 111 | 71  | +40  | 3   | 13 |
| 3   | Sudafrica     | 3 | 2 | 0 | 1 | 83  | 73  | +10  | 1   | 9  |
| 4   | Inghilterra   | 3 | 1 | 2 | 0 | 109 | 63  | +46  | 2   | 10 |
| 5   | Nuova Zelanda | 3 | 2 | 0 | 1 | 103 | 80  | +23  | 2   | 10 |
| 6   | Georgia       | 3 | 2 | 0 | 1 | 73  | 50  | +23  | 1   | 9  |
| 7   | Galles        | 3 | 1 | 0 | 2 | 86  | 89  | −3   | 3   | 7  |
| 8   | Australia     | 3 | 1 | 1 | 1 | 78  | 89  | −11  | 1   | 7  |
| 9   | Argentina     | 3 | 1 | 0 | 2 | 59  | 59  | 0    | 1   | 5  |
| 10  | Italia        | 3 | 1 | 0 | 2 | 66  | 99  | −33  | 1   | 5  |
| 11  | Figi          | 3 | 0 | 0 | 3 | 71  | 146 | −75  | 2   | 2  |
| 12  | Giappone      | 3 | 0 | 0 | 3 | 50  | 178 | −128 | 0   | 0  |

## Play-off

### 9º-12º posto
|  | Semifinali | Semifinali | Semifinali |           |      | Finale 9º posto  | Finale 9º posto  | Finale 9º posto  |  |
|  |            |            |            |           |      |                  |                  |                  |  |
|  | Italia     | Italia     | 26         |           |      |                  |                  |                  |  |
|  | Italia     | Italia     | 26         |           |      |                  |                  |                  |  |
|  | Figi       | Figi       | 41         |           |      |                  |                  |                  |  |
|  | Figi       | Figi       | 41         |           | Figi | Figi             | 22               |                  |  |
|  |            |            |            |           | Figi | Figi             | 22               |                  |  |
|  |            |            | Argentina  | Argentina | 43   |                  |                  |                  |  |
|  | Argentina  | Argentina  | Argentina  | Argentina | 43   | 45               |                  |                  |  |
|  | Argentina  | Argentina  |            |           |      | 45               |                  |                  |  |
|  | Giappone   | Giappone   | 20         |           |      | Finale 11º posto | Finale 11º posto | Finale 11º posto |  |
|  | Giappone   | Giappone   | 20         |           |      |                  |                  |                  |  |
|  |            |            |            |           |      |                  |                  |                  |  |
|  |            |            |            |           |      | Italia           | Italia           | 45               |  |
|  |            |            |            |           |      | Italia           | Italia           | 45               |  |
|  |            |            |            |           |      | Giappone         | Giappone         | 27               |  |

#### Semifinali
| Arbitro: | Luc Ramos |

|                                                      |      |                                                             |
| Gallorini 5’ Quattrini 24’ Botturi 59’ Gasperini 62’ | mt   | 10’ Vocevoce 29’ Basiyalo 36’ Masiwini 67’ Nalasi 72’ Finau |
| Brisighella 6’, 59’, 63’                             | tr   | 11’, 30’, 38’, 69’, 74’ Ravula                              |
|                                                      | c.p. | 17’, 51’ Ravula                                             |

| Arbitro: | Morné Ferreira |

|                                                                                           |      |                    |
| Mallía 8’ Elías 15’ Moyano 30’ Soler 36’ Bildosola 57’ Chiavassa 61’ Sánchez Valarolo 79’ | mt   | 5’ Omachi 47’ Oike |
| Di Capua 16’, 32’ Mallía 58’, 62’, 81’                                                    | tr   | 6’, 48’ Naramoto   |
|                                                                                           | c.p. | 52’, 54’ Naramoto  |

#### Finale per l'11º posto
| Arbitro: | Eoghan Cross |

|                                                                     |      |                                               |
| Passarella 1’, 40’, 73’ Casilio 17’ Gesi 30’ Odiase 52’ Bozzoni 71’ | mt   | 14’ Omachi 46’ Oike 76’ Hayashi 79’ Nagashima |
| Brisighella 18’, 31’, 40+1’, 53’, 72’                               | tr   | 15’ Naramoto 76’ Nonaka                       |
|                                                                     | c.p. | 35’ Naramoto                                  |

#### Finale per il 9º posto
| Arbitro: | Ben Breakspear |

|                                             |    |                                                                                             |
| Tagiveitaua 8’ Nalaga 42’ Basiyalo 54’, 66’ | mt | 12’ Soler Filloy 21’ Minoyetti 26’ Giudice 30’, 68’ Chiavassa 34’ Di Biase 47’ meta tecnica |
| Basiyalo 43’                                | tr | 28’, 36’, 70’ Di Capua                                                                      |

### 5º-8º posto
|  | Semifinali    | Semifinali    | Semifinali |        |           | Finale 5º posto | Finale 5º posto | Finale 5º posto |  |
|  |               |               |            |        |           |                 |                 |                 |  |
|  | Nuova Zelanda | Nuova Zelanda | 35         |        |           |                 |                 |                 |  |
|  | Nuova Zelanda | Nuova Zelanda | 35         |        |           |                 |                 |                 |  |
|  | Australia     | Australia     | 44         |        |           |                 |                 |                 |  |
|  | Australia     | Australia     | 44         |        | Australia | Australia       | 57              |                 |  |
|  |               |               |            |        | Australia | Australia       | 57              |                 |  |
|  |               |               | Galles     | Galles | 33        |                 |                 |                 |  |
|  | Georgia       | Georgia       | Galles     | Galles | 33        | 21              |                 |                 |  |
|  | Georgia       | Georgia       |            |        |           | 21              |                 |                 |  |
|  | Galles        | Galles        | 40         |        |           | Finale 7º posto | Finale 7º posto | Finale 7º posto |  |
|  | Galles        | Galles        | 40         |        |           |                 |                 |                 |  |
|  |               |               |            |        |           |                 |                 |                 |  |
|  |               |               |            |        |           | Nuova Zelanda   | Nuova Zelanda   | 50              |  |
|  |               |               |            |        |           | Nuova Zelanda   | Nuova Zelanda   | 50              |  |
|  |               |               |            |        |           | Georgia         | Georgia         | 26              |  |

#### Semifinali
| Arbitro: | Takehito Namekawa |

|                                                        |      |                                                                 |
| Springer 3’ Tangitau 20’, 56’ Wrampling 39’ Taylor 45’ | mt   | 16’, 24’ Craig 28’ O'Donnell 47’, 59’ Ryan 52’ Leahy 78’ Wilson |
| Kemara 21’, 40’                                        | tr   | 48’, 60’, 79’ McLaughlin-Phillips                               |
| Kemara 33’                                             | c.p. | 10’ McLaughlin-Phillips                                         |
| Kemara 42’                                             | drop |                                                                 |

| Arbitro: | Hollie Davidson |

|                                                  |      |                                                                     |
| Mamaiashvili 48’ Tchamiashvili 65’ Kakhoidze 78’ | mt   | 37’ Lloyd 43’, 51’ Hennessey 45’ Houston 71’ De la Rua 80’ Westwood |
|                                                  | tr   | 38’, 44’, 52’, 73’ Edwards 81’ Wilde                                |
| Khutsishvili 5’, 18’                             | c.p. |                                                                     |

#### Finale per il 7º posto
| Arbitro: | Anthony Woodthorpe |

|                                               |      |                                                                               |
| Mikadze 33’ Khonelidze 40’, 63’ Aptsiauri 57’ | mt   | 5’, 17’ Tangitau 10’ Stodart 26’ Lakai 28’ Hotham 71’ Clarke 78’ meta tecnica |
| Khutsishvili 34’, 40+1’, 58’                  | tr   | 6’, 11’, 27’, 29’, 72’ Kemara                                                 |
|                                               | c.p. | 66’ Kemara                                                                    |

#### Finale per il 5º posto
| Arbitro: | Angus Mabey |

|                                                    |    |                                                                                                  |
| Lloyd 24’ Morgan 47’, 66’ Woodman 70’ Williams 79’ | mt | 9’, 42’ O'Donnell 31’, 49’ Macpherson 35’ Bowron 50’ Wilson 63’ Bowen 73’ Pearce 77’ Slack-Smith |
| Edwards 48’, 67’, 71’ Wilde 80’                    | tr | 43’, 49’, 52’, 64’, 74’, 78’ Bowen                                                               |

### 1º-4º posto
|  | Semifinali  | Semifinali  | Semifinali |         |         | Finale          | Finale          | Finale          |  |
|  |             |             |            |         |         |                 |                 |                 |  |
|  | Irlanda     | Irlanda     | 31         |         |         |                 |                 |                 |  |
|  | Irlanda     | Irlanda     | 31         |         |         |                 |                 |                 |  |
|  | Sudafrica   | Sudafrica   | 12         |         |         |                 |                 |                 |  |
|  | Sudafrica   | Sudafrica   | 12         |         | Irlanda | Irlanda         | 14              |                 |  |
|  |             |             |            |         | Irlanda | Irlanda         | 14              |                 |  |
|  |             |             | Francia    | Francia | 50      |                 |                 |                 |  |
|  | Francia     | Francia     | Francia    | Francia | 50      | 52              |                 |                 |  |
|  | Francia     | Francia     |            |         |         | 52              |                 |                 |  |
|  | Inghilterra | Inghilterra | 31         |         |         | Finale 3º posto | Finale 3º posto | Finale 3º posto |  |
|  | Inghilterra | Inghilterra | 31         |         |         |                 |                 |                 |  |
|  |             |             |            |         |         |                 |                 |                 |  |
|  |             |             |            |         |         | Sudafrica       | Sudafrica       | 22              |  |
|  |             |             |            |         |         | Sudafrica       | Sudafrica       | 22              |  |
|  |             |             |            |         |         | Inghilterra     | Inghilterra     | 15              |  |

#### Semifinali
| Arbitro: | Anthony Woodthorpe |

|                                           |      |                      |
| Nicholson 38’, 60’ Gleeson 50’ Berman 66’ | mt   | 46’ Khan 76’ Le Roux |
| Prendergast 39’, 51’, 62’, 67’            | tr   | 47’ Smith            |
| Prendergast 72’                           | c.p. |                      |

| Arbitro: | Angus Mabey |

|                                                                                  |      |                                                        |
| Ferté 17’ Costes 25’ meta tecnica 46’ Nouchi 54’ Gazzotti 57’ Jégou 65’ Reus 74’ | mt   | 12’ Harris 14’ Willis 38’ Cunningham-South 77’ Cleaves |
| Reus 18’, 26’, 55’, 57’, 66’, 75’                                                | tr   | 13’, 15’, 39’ Johnson 77’ Harris                       |
| Reus 81’                                                                         | c.p. | 4’ Johnson                                             |

#### Finale per il 3º posto
| Arbitro: | Reuben Keane |

|                                    |      |                       |
| Sieberhagen 11’ Beets 18’ Else 39’ | mt   | 23’ Wright 40+3’ Carr |
| Smith 12’, 19’                     | tr   | 40+4’ Slevin          |
| Smith 21’                          | c.p. | 7’ Slevin             |

### Finale
| Arbitro: | Damian Schneider |

|                     |      |                                                                           |
| Gunne 4’ Devine 31’ | mt   | 14’, 68’ Ferté 35’ Julien 42’ Jouvin 45’ Depoortère 74’ Nouchi 78’ Drouet |
| Prendergast 4’, 33’ | tr   | 15’, 36’, 43’, 46’, 75’, 79’ Reus                                         |
|                     | c.p. | 22’ Reus                                                                  |

## Classifica finale
| Pos               | Squadra       | G | V | P | D | PF  | PS  | DP   | MF | MS |
| ----------------- | ------------- | - | - | - | - | --- | --- | ---- | -- | -- |
| 1                 | Francia       | 5 | 5 | 0 | 0 | 255 | 90  | +165 | 36 | 13 |
| 2                 | Irlanda       | 5 | 3 | 1 | 1 | 156 | 133 | +23  | 23 | 19 |
| 3                 | Sudafrica     | 5 | 3 | 0 | 2 | 117 | 119 | –2   | 12 | 13 |
| 4                 | Inghilterra   | 5 | 1 | 2 | 2 | 155 | 137 | 18   | 21 | 20 |
| Classifica 5e–8e  |               |   |   |   |   |     |     |      |    |    |
| 5                 | Australia     | 5 | 3 | 1 | 1 | 179 | 157 | +22  | 27 | 21 |
| 6                 | Galles        | 5 | 2 | 0 | 3 | 159 | 167 | −8   | 24 | 25 |
| 7                 | Nuova Zelanda | 5 | 3 | 0 | 2 | 188 | 149 | +39  | 28 | 23 |
| 8                 | Georgia       | 5 | 2 | 0 | 3 | 120 | 121 | −1   | 16 | 18 |
| Classifica 9e–12e |               |   |   |   |   |     |     |      |    |    |
| 9                 | Argentina     | 5 | 3 | 0 | 2 | 147 | 101 | +46  | 20 | 10 |
| 10                | Figi          | 5 | 1 | 0 | 4 | 134 | 215 | −81  | 19 | 33 |
| 11                | Italia        | 5 | 2 | 0 | 3 | 137 | 167 | −30  | 19 | 23 |
| 12                | Giappone      | 5 | 0 | 0 | 5 | 97  | 268 | −171 | 14 | 41 |